# František Blažek

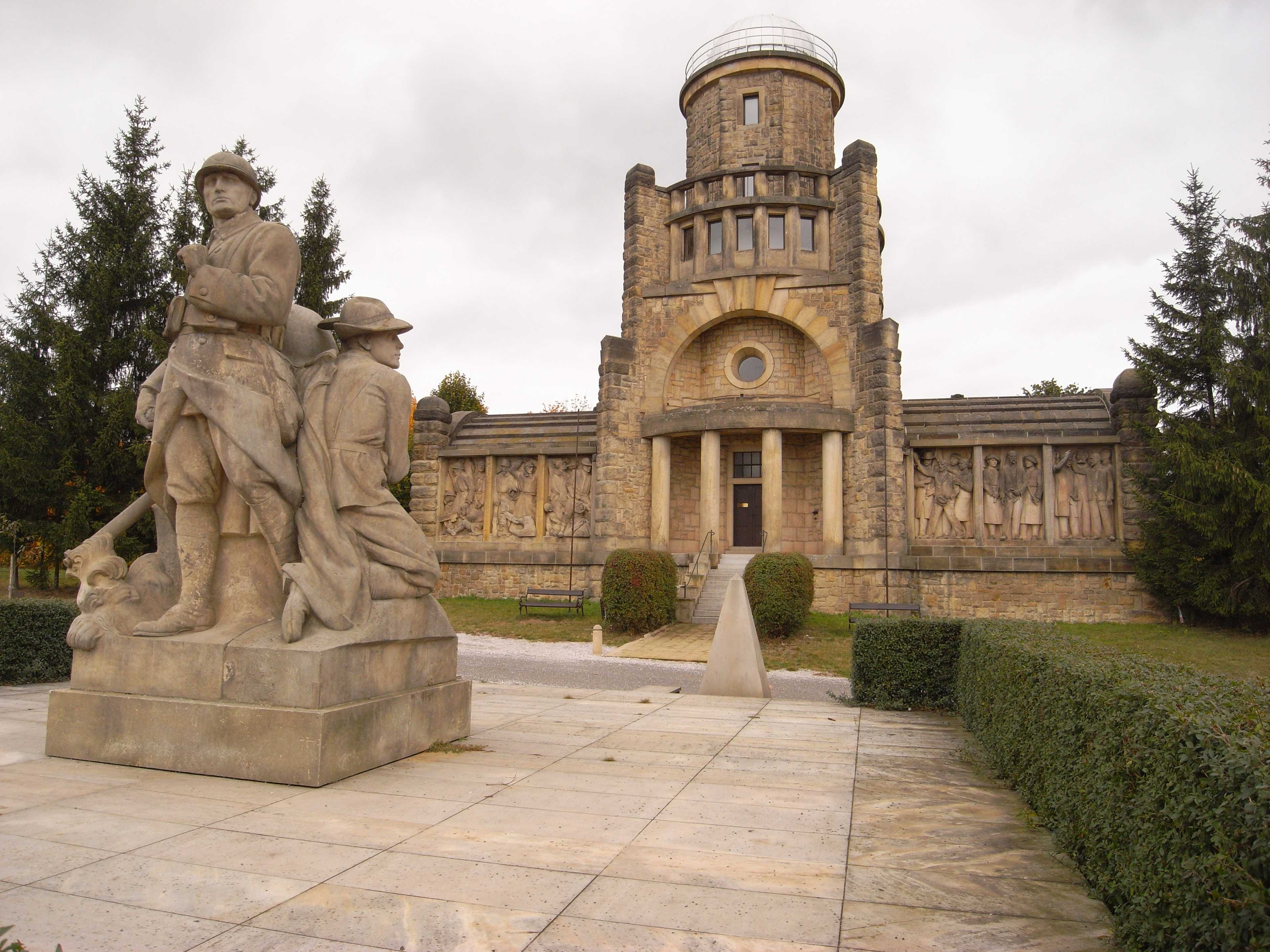
Masarykova věž samostatnosti navržená Františkem Blažkem

František Blažek (1863 Zálší – 1. ledna 1944 Praha) byl český architekt, který působil primárně na území současného Česka, Bosny a Hercegoviny a Srbska.

## Stavby

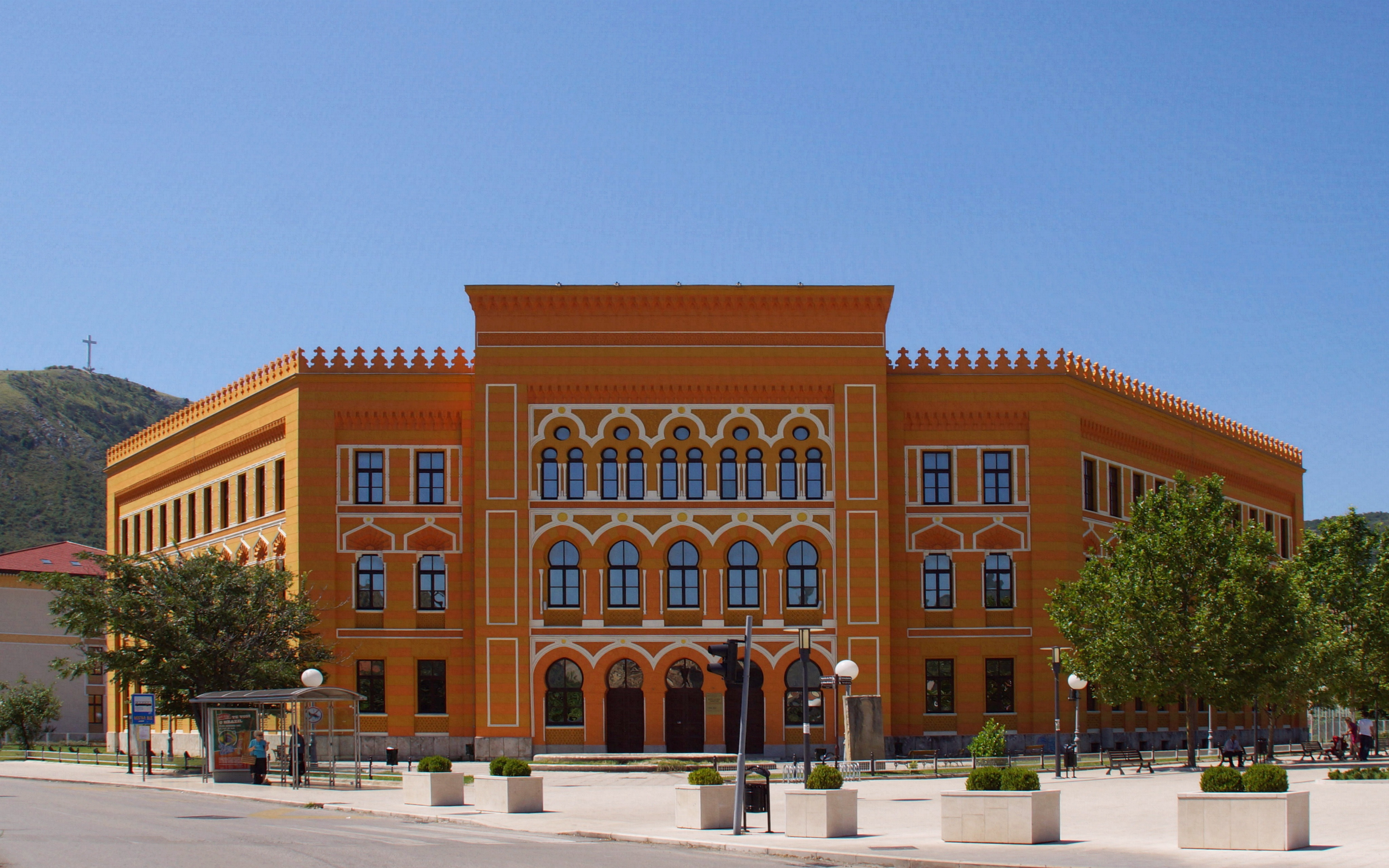
Celkový komplex Mostarské gymnázium navržené Františkem Blažkem

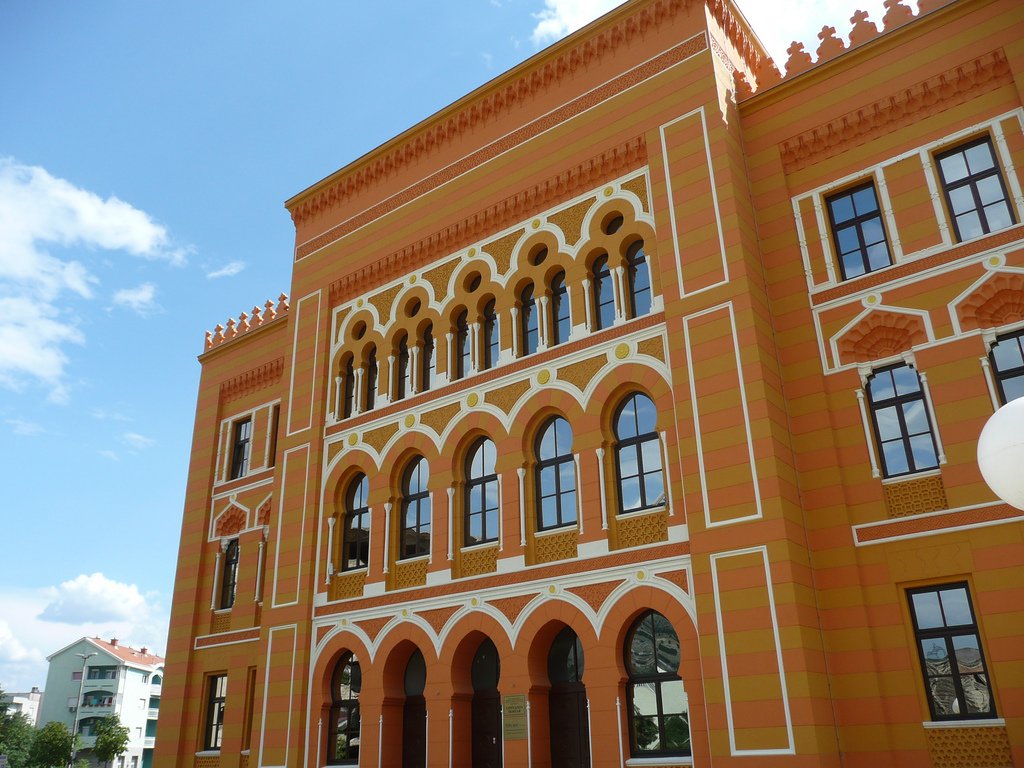
Detail Mostarské gymnázium

- V roce 1895 byly dokončeny tři jím navržené hotely v Sarajevu.
- V roce 1902 bylo dokončeno jím v novo-maurském stylu navržené gymnázium v Mostaru.[2]
- V roce 1926 byl položen základní kámen jím navržené Masarykovy věže samostatnosti v Hořicích, jejíž stavba byla zastavena v roce 1938 při výšce 25 metrů a od té doby prošla pouze poškozeními a rekonstrukcemi s tím, že bylo rozhodnuto, že do původně plánované výšky 40 metrů již dostavěna nebude.